# Tinkercad
Tinkercad — це безкоштовна онлайн-програма для 3D-моделювання, що працює у вебоглядачі. Запущена колишніми співробітниками Google в 2011 році, в 2013 придбана Autodesk. Tinkercad дозволяє створювати конструктивну блокову геометрію та проєктувати електричні схеми.

## Можливості

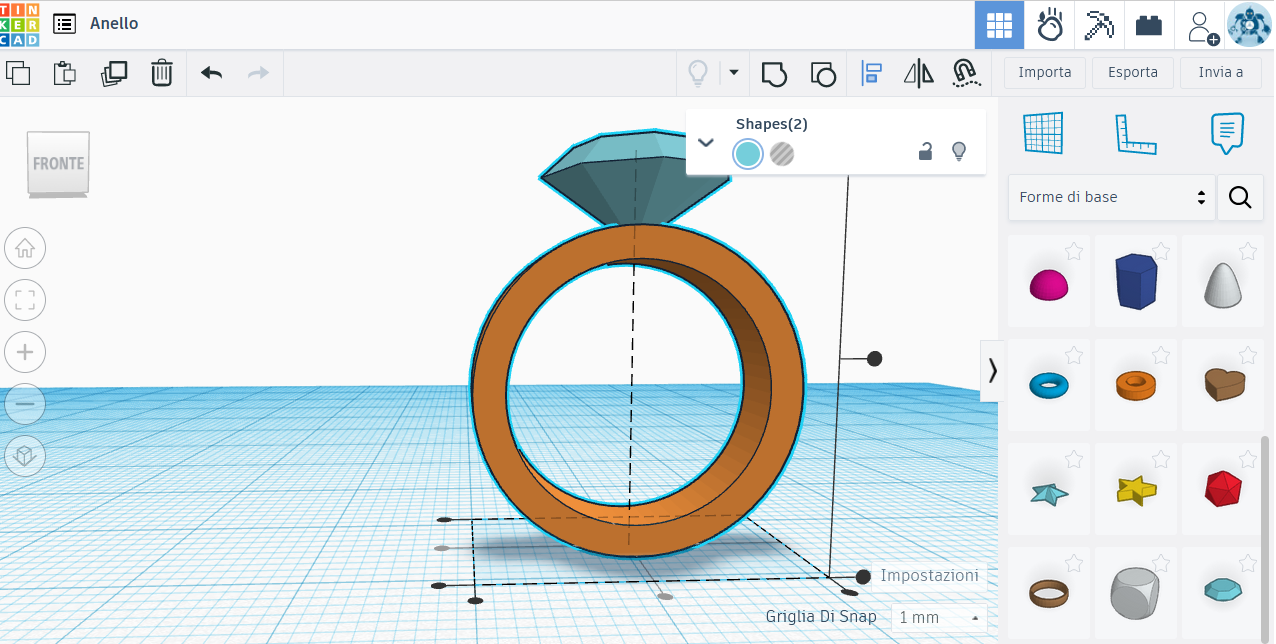
Процес моделювання

Основу моделювання в Tinkercad складає поєднання готових геометричних фігур. Їх можна зливати між собою, або використовувати одну фігуру для створення отвору в іншій. Є можливість імпортувати об'єкти, створені в сторонніх програмах (розміром максимум 25 Мб). Tinkercad розраховано на простоту використання, зокрема в заняттях з дітьми. Основний робочий простір складається з квадратної площини, яку можна обертати, приближувати й віддаляти. Праворуч розташована панель з геометричними фігурами, що перетягуються на робочу площину. Результати роботи експортуються в формати .obj, .stl, .glb або .svg.
Користувачі можуть надсилати свої проєкти на 3D-принтер для друку, або експортувати їх у Minecraft. Також є можливість перетворити модель на віртуальну побудову з конструктора LEGO. В Tinkercad присутній симулятор цифрової та аналогової електроніки, де з різних компонентів складаються електричні кола, а потім запускається випробування їх роботи.

## Історія

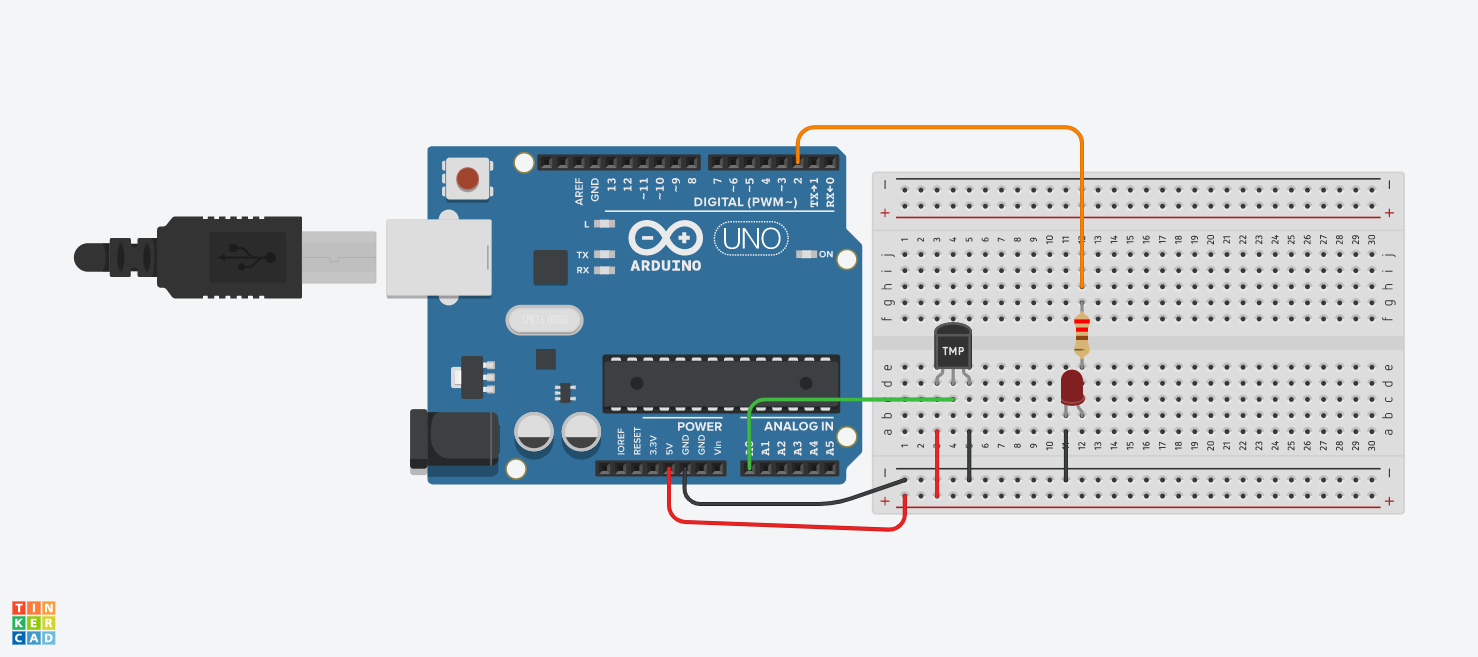
Моделювання електронної схеми в Tinkercad

Tinkercad заснував колишній інженер Google Кай Бакман та Мікко Мононен з метою створити засіб для 3D-моделювання, доступний для широкого загалу з можливістю публікувати свої проєкти за ліцензією Creative Commons. Поштовхом до цього стало розчарування Бакмана через те, що коли він придбав 3D-принтер у 2009 році, не було доступних інструментів для швидкого простого моделювання. В середині 2010 року Бакман і Мононен покинули Google та заснували компанію Tinkercad. Розроблювана ними програма призначалася для створення реальних фізичних об'єктів, на відміну від SketchUp, призначеної для створення тривимірних ескізів.
У 2011 році було запущено вебсайт tinkercad.com, на якому одразу в вебоглядачі з підтримкою WebGL пропонувалося створювати 3D-моделі.
У травні 2013 року Autodesk оголосила на виставці Maker Faire, що придбає Tinkercad.
У березні 2017 року Autodesk рекомендувала користувачам програмного пакету 123D, який незабаром припинить роботу, перейти на Tinkercad (або Maya LT). У травні Autodesk припинила підтримку віртуальної лабораторії електроніки 123D Circuits, а її функції були об'єднані з Tinkercad.